# Bretonne
Bretonne (deutsch Bretonin) ist ein Musikalbum der französischen Sängerin Nolwenn Leroy. Es ist eine Hommage an ihre Heimat, die Bretagne und ihr insgesamt viertes Studioalbum.

## Produktion
Das Album wurde von Jon Kelly produziert, der auch mit Kate Bush, Chris Rea, Prefab Sprout und Tori Amos gearbeitet hat. Nolwenn Leroy wurde auf dem Album von bekannten bretonischen Künstlern wie Alan Stivell, Tri Yann, Christophe Miossec und Didier Squiban unterstützt, unter anderem als Autoren und Komponisten einiger Lieder.

## Ausgaben
Die erste Version des Albums wurde am 6. Dezember 2010 im französischsprachigen Raum veröffentlicht. Diese Version enthält 13 Lieder: sieben sind in französischer Sprache, fünf weitere in keltischen Sprachen gesungen, davon vier in bretonischer und eins in (irisch-)gälischer Sprache. Vervollständigt wird das Album durch das englische Traditional Greensleeves.
Die zweite Version des Albums wurde als Édition Deluxe am 28. November 2011 im französischsprachigen Raum veröffentlicht und enthält sieben weitere populäre englischsprachige Titel (einer gemischt mit irisch) mit mehr oder weniger Bezug zum keltischen Raum, darunter auch zwei neuere Popsongs von Mike Oldfield.
Die dritte Version des Albums wurde am 20. Januar 2012 im deutschsprachigen Raum veröffentlicht. Es enthält die 13 Titel der ersten Version zuzüglich zweier Titel der französischen Deluxe-Version.
Das Cover des Albums und dessen Rückseite zeigen Kinderfotos von Nolwenn Leroy.
2012/2013 erschien in den Vereinigten Staaten von Amerika und im Vereinigten Königreich eine weitere Version dieses Albums unter dem Titel „Nolwenn“ mit lediglich zwölf Liedern. Diese sog. US-GB-Version von „Bretonne“ enthält alle sieben Bonus-Titel sowie fünf Lieder mit Bezug zur angelsächsischen Welt. Als Cover dient ein neues Bild der erwachsenen Künstlerin.

## Lieder
Einige Lieder, unter anderem La jument de Michao und Tri martolod, sind in den keltischen Sprachgebieten weit verbreitete traditionelle Lieder.
Der Song Mna na H-Eireann wurde als Titelsong für den Fernsehfilm Die Rache der Wanderhure mit Alexandra Neldel in der Hauptrolle ausgewählt. Das Lied wurde als thematisch besonders geeignet angesehen, da es in die Zeit der Handlung passt und ebenfalls von „starken Frauen“ handelt.
Der Fernsehsender RTL verwendete La jument de Michao als Titelsong für die Ausstrahlung des Formel-1-Wochenendes in Kanada im Juni 2012.

## Erfolg
Bretonne wurde in Frankreich mit Diamant für mehr als eine halbe Million verkaufte Exemplare ausgezeichnet. Insgesamt verkaufte es sich über 1,2 Millionen Mal und erreichte Platz 1 in Frankreich und Belgien. In Leroys Heimat wurde es bei den NRJ Music Awards als Album des Jahres ausgezeichnet. Neben Platz 20 in der Schweiz erreichte das Album auch Platz 13 in Deutschland. Leroy war damit erstmals über den französischsprachigen Raum hinaus erfolgreich.

## Titelliste
Titelnummer auf:
- A = Originalausgabe (2010).
- B = Édition Deluxe (2011).
- C = deutsche Ausgabe (2012).
- D = englische Ausgabe (2013,„Nolwenn“)

| Titel                            | Länge | A  | B  | C  | D  | Sprache                         | Musik-Genre                             | Autor, Komponist                         |
| -------------------------------- | ----- | -- | -- | -- | -- | ------------------------------- | --------------------------------------- | ---------------------------------------- |
| Tri martolod                     | 3:11  | 1  | 1  | 1  | 5  | bretonisch                      | bretonisches Volkslied                  | -                                        |
| La jument de Michao              | 2:57  | 2  | 2  | 2  | -  | französisch                     | frz.-bret. Volkslied                    | -                                        |
| Suite Sudarmoricaine             | 3:53  | 3  | 3  | 3  | 9  | bretonisch                      | bretonisches Volkslied                  | -                                        |
| Greensleeves                     | 3:38  | 4  | 4  | 4  | 8  | englisch                        | englisches Volkslied 16. Jh.            | -                                        |
| Brest                            | 3:06  | 5  | 5  | 5  | -  | französisch                     | Chanson 2004                            | Christophe Miossec                       |
| Siúil A Rúin                     | 3:09  | -  | 17 | 6  | 7  | englisch und (irisches) gälisch | irisches Volkslied ca. 19. Jh.          |                                          |
| Bro gozh ma zadoù                | 2:40  | 6  | 6  | 7  | -  | bretonisch                      | inoffizielle Nationalhymne der Bretagne | François „Taldir“ Jaffrenou, James James |
| Mná na H-Éireann                 | 3:32  | 7  | 7  | 8  | 11 | (irisches) gälisch              | Irish Rebel Music                       | Peadar Ó Doirnín (18. Jh.), Seán Ó Riada |
| Ma Bretagne quand elle pleut     | 3:12  | 8  | 8  | 9  | -  | französisch                     | Chanson 1977                            | Jean-Michel Caradec                      |
| Je ne serai jamais ta Parisienne | 3:13  | 9  | 9  | 10 | -  | französisch                     | Chanson 2010                            | Christophe Miossec, Didier Squiban       |
| Karantez vro                     | 4:00  | 10 | 10 | 11 | 12 | bretonisch                      |                                         | Anjela Duval, Véronique Autret           |
| Le bagad de Lann-Bihoué          | 3:44  | 11 | 11 | 12 | -  | französisch                     | Chanson 1978                            | Alain Souchon, Laurent Voulzy            |
| Dans les prisons de Nantes       | 2:49  | 12 | 12 | 13 | -  | französisch                     | bretonisches Volkslied                  | -                                        |
| Scarborough Fair                 | 3:58  | -  | 15 | 14 | 2  | englisch                        | englisches Volkslied 16./17. Jh.        | -                                        |
| Rentrer en Bretagne              | 4:31  | 13 | 13 | 15 | -  | französisch                     | Chanson 1981                            | Alan Stivell                             |
| Moonlight Shadow                 | 3:38  | -  | 14 | -  | 1  | englisch                        | Popmusik                                | Mike Oldfield                            |
| Whiskey in the Jar               | 3:32  | -  | 16 | -  | 6  | englisch                        | irisches Volkslied                      | -                                        |
| To France                        | 2:41  | -  | 18 | -  | 10 | englisch                        | Popmusik                                | Mike Oldfield                            |
| Amazing Grace                    | 4:27  | -  | 19 | -  | 4  | englisch                        | Geistliches Lied 1779                   | John Newton                              |
| Dirty Old Town                   | 2:59  | -  | 20 | -  | 3  | englisch                        | Folksong 1949                           | Ewan MacColl                             |

## Rezeption

### Charts und Chartplatzierung
Bretonne erreichte in Deutschland Rang 13 der Albumcharts und hielt sich 17 Wochen in den Charts. In der Schweizer Hitparade erreichte das Album in 27 Chartwochen mit Rang 20 seine höchste Chartnotierung. In ihrer Heimat sowie im wallonischen Teil Belgiens erreichte das Album die Chartspitze. 2011 platzierte sich das Album auf Rang 85 der Album-Jahrescharts in der Schweiz. 2012 platzierte sich Bretonne auf Rang 73 der deutschen Album-Jahrescharts sowie auf Rang zehn der deutschen Newcomer-Jahrescharts.
| ChartsChartplatzierungen | Höchstplatzierung | Wochen |
| ------------------------ | ----------------- | ------ |
| Deutschland (GfK)        | 13 (17 Wo.)       | 17     |
| Frankreich (SNEP)        | 1 (185 Wo.)       | 185    |
| Schweiz (IFPI)           | 20 (27 Wo.)       | 27     |
| Wallonie (Ultratop)      | 1 (79 Wo.)        | 79     |

| ChartsJahrescharts (2011) | Platzierung |
| ------------------------- | ----------- |
| Schweiz (IFPI)            | 85          |

| ChartsJahrescharts (2012) | Platzierung |
| ------------------------- | ----------- |
| Deutschland (GfK)         | 73          |

### Auszeichnungen für Musikverkäufe
| Land/Region       | Auszeichnungen für Musikverkäufe (Land/Region, Auszeichnung, Verkäufe) | Verkäufe  |
| ----------------- | ---------------------------------------------------------------------- | --------- |
| Belgien (BRMA)    | 2× Platin                                                              | 60.000    |
| Frankreich (SNEP) | 2× Diamant                                                             | 1.000.000 |
| Schweiz (IFPI)    | Gold                                                                   | 15.000    |
| Insgesamt         | 1× Gold · 2× Platin · 2× Diamant ·                                     | 1.075.000 |